# Iakov Zeldovici
Iakov Borisovici Zeldovici (n. 23 februarie/8 martie 1914, Minsk, Imperiul Rus – d. 2 decembrie 1987, Moscova, URSS) a fost un fizician rus, de origine evreiască, din Belarus, membru al Academiei de Științe a URSS (din 1958), de trei ori erou al Muncii Socialiste (29 octombrie 1949, 4 ianuarie 1954 și 11 septembrie 1956). Zeldovici a participat la cercetări de fizică nucleară, astrofizică și chimie fizică.

## Biografie
A studiat la Institutul Politehnic din Sankt-Petersburg dar nu l-a absolvit. A fost membru ULCT între anii 1928-1942. În anul 1931 a lucrat la Institutul de Fizică Chimică  din Moscova. Ulterior a participat împreună cu A.D. Saharov, N.N. Bogoliubov la proiectul atomic sovietic până în anul 1963 inclusiv. În anul 1964, după terminarea serviciului la proiectul atomic a fost neangajat timp de 1 an și abia de la sfârșitul anului 1964 a fost angajat la Institutul de Matematică aplicată al Academiei de științe din URSS, unde printre colegi i-a avut și pe alți colaboratori ai proiectului atomic: Andrei N. Tihonov, ș.a. Candidat în științe fizico-matematice (1936), doctor în științe fizico-matematice(1939), profesor al facultății de fizică a Universității M.V. Lomonosov de la Moscova din 1966. Membru corespondent al Academiei de științe din URSS din 1946, Academician al Academiei de științe din URSS din anul 1958.  Laureat al Premiilor Stalin (ulterior, Premiul de Stat al URSS) pentru anii 1943, 1949, 1951, 1953. Zeldovici a fost laureat al Premiului Lenin din URSS pentru anul 1956. Este renumit prin faptul că nu a fost membru al Partidului Comunist (PCUS).,,
Este înmormântat la cimitirul Novodevicie la Moscova.

## Creația științifică
Este unul dintre fizicienii de anvergură din URSS, talent-polivalent, cu realizări majore în domeniul chimiei fizice și, în speță, a fizicii detonației,  fizicii atomice și nucleare, fizicii particulelor elementare, astrofizicii, gravitației și cosmologiei, fizicii corpului solid. A creat o școală științifică importantă, în speță în domeniul astrofizicii, cosmologiei, fizicii nucleare și a particulelor elementare. A fost atât experimentator cât și un teoretician ilustru. Ca realizări de profunzime poate fi umbrit doar de Lev Landau, iar ca arie de preocupări științifice este comparabil cu Vitalie Ghinzburg.
Unul dintre primii tutori științifici ai lui Zeldovici a fost academicianul Boris Petrovici Konstantinov, care l-a îndreptat spre chimia fizică și cea nucleară. A cercetat mecanismul de oxidare a  azotului într-o reacție în lanț și undele de șoc . Specialist în teoria detonației, creator alături de Iuliu Hariton și Nicolai Bogoliubov a bombei atomice sovietice la biroul de construcții de la Sarov, regiunea Nijnii-Novgorod, aflat sub conducerea lui Igor Kurceatov. Ulterior a colaborat cu Andrei Dmitrievici Saharov și Iuri Trutnev la construcția bombei cu hidrogen, proiect inițiat de Igor Tamm.
Unul dintre cercetătorii reputați ai fizicii nucleului din URSS, având contribuții importante în teoria difuziei particulelor elementare pe nuclee. Unul dintre principalii promotori ai teoriei gravitației și cosmologiei în anii 1970-1980 în URSS. 
În anii 1939-40 a efectuat în colaborare cu Iuliu Hariton calculul procesului de fisiune a uraniului în reacție de lanț și a cercetat randamentul neutronilor. A dezvoltat teoria reactorului omogen cu neutroni termici și absorbția de rezonanță a neutronilor în U-238. A examinat cinetica reactorului și a arătat rolul principial al neutronilor întârziați la funcționarea lui.
A anticipat posibilitatea reținerii neutronilor ultrareci într-un vas cu pereți reflectori, a arătat posibilitatea existenței nucleelor cu surplus de neutroni (He cu 8 nucleoni). A introdus noțiunea de sarcină leptonică (1952-1953), a anticipat dezintegrarea -β a pionilor cu sarcină electrică (1954) și, în colaborare cu S. Gerștein - fenomenul de conservare a curentului pionic. A arătat posibilitatea existenței unor noi caracteristici electromagnetice ale particulelor, ce apar în cazul deteriorării parității, și, pentru prima oară (1958-60), a arătat existența factorului de formă de sarcină a neutrinului și deteriorarea parității atomilor din contul interacției slabe. În anul 1958 a sugerat metoda de detecție a particulelor cu durată scurtă de viață prin măsurarea repartizării numărului produselor de dezintegrare.
Începând din anii 1970 se ocupă de teoria gravitației (găuri negre, unde gravitaționale, magnetohidrodinamică), în special de cosmologie, și astrofizică, aprofundează cercetările anterioare de fizică a particulelor elementare. Unul dintre coautorii efectului de supraradiație a găurilor negre.
În anul 1971 apare monografia "Teoria gravitației și evoluția stelelor", care explică evoluția stelelor prin procesele fizice, care au loc în interiorul stelelor și nu prin acțiunea forțelor supranaturale, a lui Dumnezeu, sau a unor forțe oculte. În următoarea carte "Structura și evoluția Universului" (1975) acești autori arată cum a apărut Universul în urma unei gigantice explozii, cum a evoluat de la o stare extrem de densă, singulară, la stadiul când materia a putut să se coaguleze în fluctuații de densitate, care s-au transformat ulterior în galaxii. Ulterior în interiorul galaxiilor au apărut stele, în urma colapsului gravitațional al norilor de hidrogen, pentru ca mai apoi în unele sisteme stelare să apară planete, inclusiv locuibile.

## Co-autori
- Iuliu Hariton
- Andrei Saharov
- Mihail Podureț (Pădureț),
- Anatolie Mîșchis
- Iurie Raizer
- Igor Novikov
- A. Perelomov
- A. Bazi

#### Discipoli
Creator al unei impunătoare școli științifice de astrofizică. Printre discipolii lui Iacov Zeldovici se numără:
- Rashid Syunyaev,
- Alexei Starobinskii,
- Victor Mihailov
- Leonid Grishchuk,
- Alexandru Polnarev,
- Alexandr Doroșkevici,
- Maksim Hlopov
- Nicolai Șacura,
- Varun Sahni
- Alexandr Dolgov
- Mihail Sajin
- Serghei Șandarin
- Serghei Kopeikin

Este tatăl fizicianului Boris Iakovlevici Zeldovici. În ceea ce privește participarea la proiectele atomice sovietice, l-a susținut moral pe Andrei Saharov, însă nu a avut curajul acestuia din urmă să renunțe la posibilitatea de a continua munca științifică.

## Opera
- Oxidarea azotului la ardere (1947)
- Teoria detonației (1955)  (1962, în colaborare cu A.S. Kompaneets)
- Impulsul rachetelor cu praf (1963)
- Elemente de dinamică a gazelor și teoria clasică a undelor de șoc (1968, în colaborare cu Yu. P. Raizer)
- Elemente de matematică aplicată (1965, 1967, 1972)
- Difuzia, reacții, nuclee (în colaborare cu Baz' și Perelomov)
- Teoria atracției universale și evoluția stelelor (1971, în colaborare cu I.D. Novikov)
- Câmpuri magnetice în astrofizică (1983, în colaborare cu A. Ruzmaikin și D. Sokoloff) (1983)

## Distincții
- Erou al Muncii socialiste din URSS (1949, 1953, 1956)
- Ordinul Lenin (1957)
- Laureat al premiului de Stat al URSS (1943, 1949, 1951, 1953)
- Medalia de Aur Igor Kurceatov (1977)
- Membru de onoare al mai multor academii străine
- După numele său a fost numit numărul Zeldovici